# Alíki Diplarákou
Alíki Diplarákou, en grec moderne : Αλίκη Διπλαράκου, connue également en tant que Lady Alice Russell, née le 28 août 1912 à Athènes en Grèce et morte le 30 octobre 2002, est miss Grèce 1929 et la première femme de son pays à devenir, à Paris, le 5 février 1930, Miss Europe 1930 (en). 
Elle est la fille de Georges Diplarakos, avocat à Athènes, et de son épouse, Hélène Nicolessi.
Elle provoque un scandale, dans les années 1930, en se déguisant en homme pour visiter le mont Athos, qui est strictement interdit aux femmes.

## Mariages et descendance
Elle a été mariée à Paris 8e le 22 octobre 1932 avec l'aviateur, industriel et mécène français Paul-Louis Weiller, puis, après leur divorce, avec le diplomate britannique Sir John Wriothesley Russell (1914-1984), ambassadeur de Grande-Bretagne en Ethiopie (1962-1966), au Brésil (1966-1969), en Espagne (1969).
De son premier mariage, elle a un fils : 
- Paul-Annik Weiller (1933-1998), marié en 1965 avec donna Olimpia Torlonia, fille d'Alessandro Torlonia, prince di Civitella Cesi, et de l'infante Beatriz d'Espagne, dont postérité.

De son second mariage, elle a une fille et un fils : 
- Georgiana Russell-Boothby, mariée avec Sir Brooke Boothby, 15e baronnet, dont postérité ;
- Alexander Russell, marié avec Elisabeth Diana Manners, petite-fille de John Manners (9e duc de Rutland), dont postérité.

## Galerie

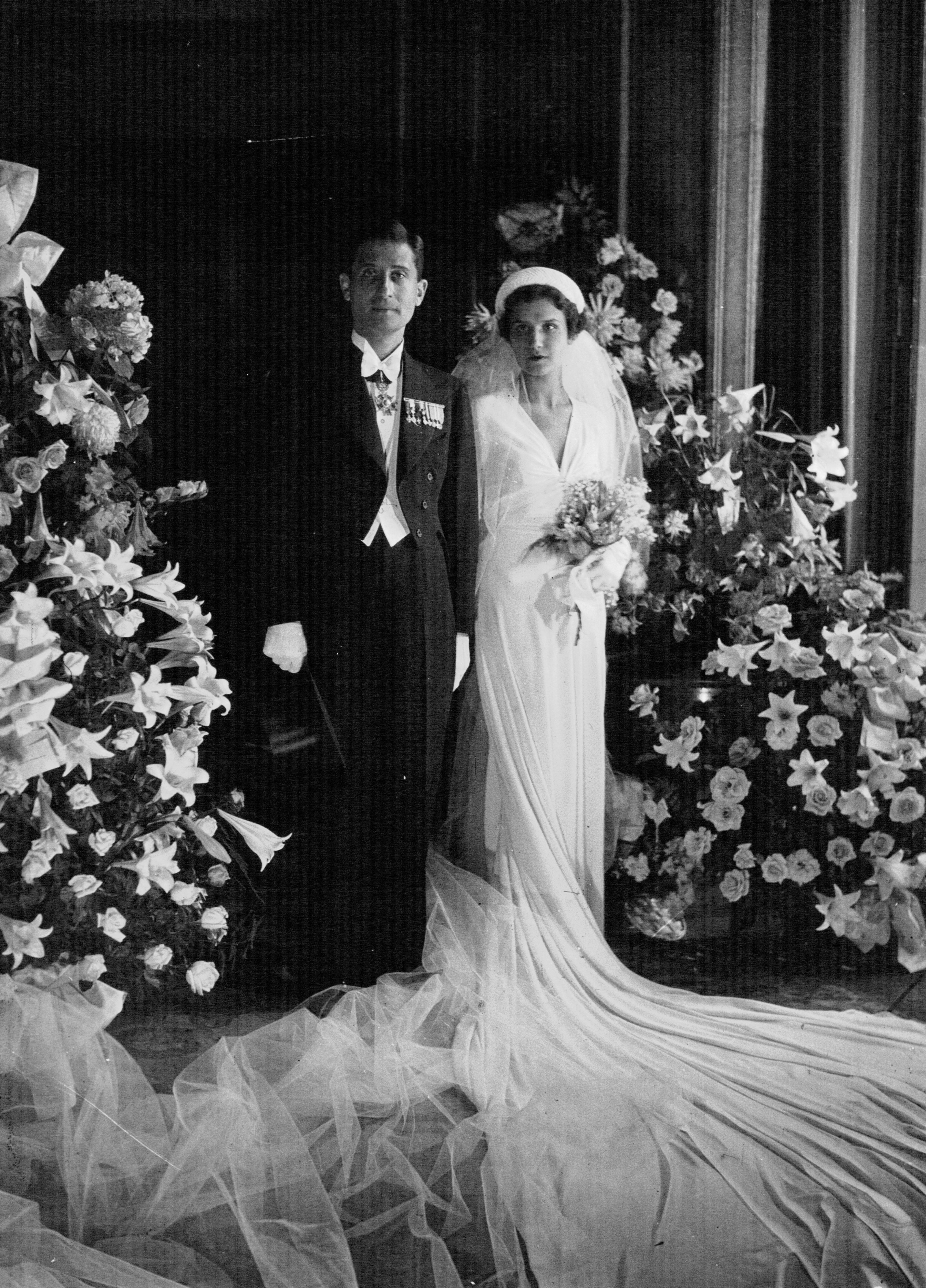
Mariage d'Aliki Diplarakou avec l'industriel français Paul-Louis Weiller (Paris - 1932)
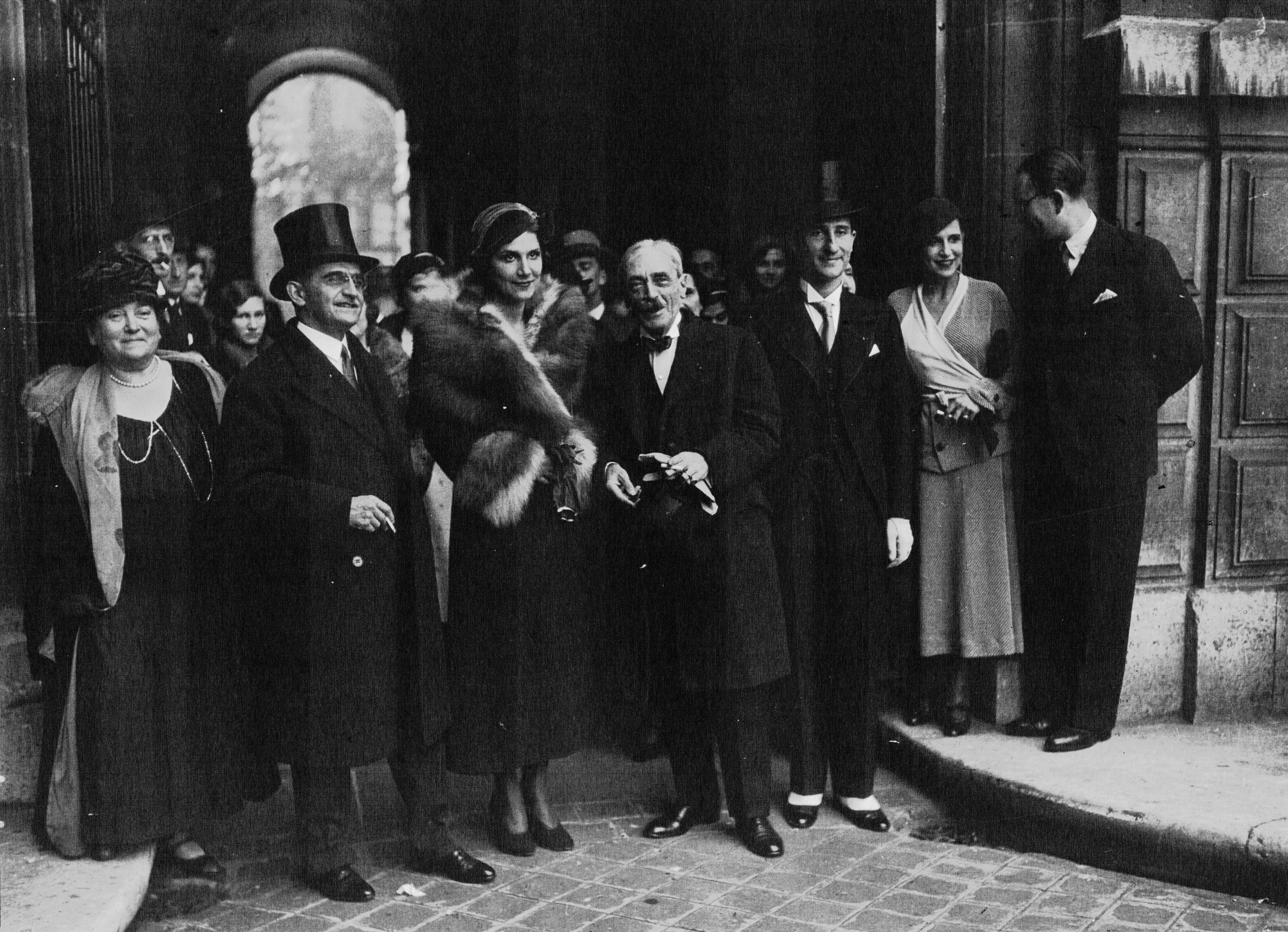
Mariage d'Aliki Diplarakou avec l'industriel français Paul-Louis Weiller (Paris - 1932)

## Source de la traduction
- (en) Cet article est partiellement ou en totalité issu de l’article de Wikipédia en anglais intitulé « Aliki Diplarakou » (voir la liste des auteurs).